# Акбулатова, Фарзана Фатиховна
Фарзана Фатиховна Акбулатова (род. 1 февраля 1960 года) — башкирская писательница, журналист. Член Союза писателей Республики Башкортостан (1995), член Союза писателей РФ, член Союза журналистов РБ (1999). Лауреат литературной премии им. Ш.Бабича (1996).

## Биография
Акбулатова Фарзана Фатиховна родилась 1 февраля 1960 года в д. Урняк Хайбуллинского района.
В 1987 году окончила факультет журналистики Московского государственного университета.
По окончании МГУ работала корреспондентом газеты «Совет Башкортостаны», с 1991 года — редактор, комментатор, руководитель творческого объединения «Ижад» ГТРК «Башкортостан».
Первый сборник рассказов «Атай икмәге» («Отцовский хлеб») издан в 1993 году.

## Произведения
Ф. Акбулатова — автор романов, рассказов, пьес, сказок, стихов для детей.
- «Атай икмәге» («Отцовский хлеб») (1993)
- Ф. Акбулатова «Зәңгәр ҡаялар» («Голубые скалы»). (1997)
- Ф. Акбулатова «Я слушала тишину» (1999), «Имя ей — Любовь» (2008)
- Детский роман «Харис и волшебная змея».
- Роман «Неоконченная книга» (2011).
- Роман «Загнанные кони» (2015)

## Награды и звания
Заслуженный работник печати и массовой информации РБ
Литературная премия им. Ш.Бабича (1996) — за сборник рассказов «Отцовский хлеб» .
Орден Дружбы народов (Башкортостан)